# Helge André Njåstad

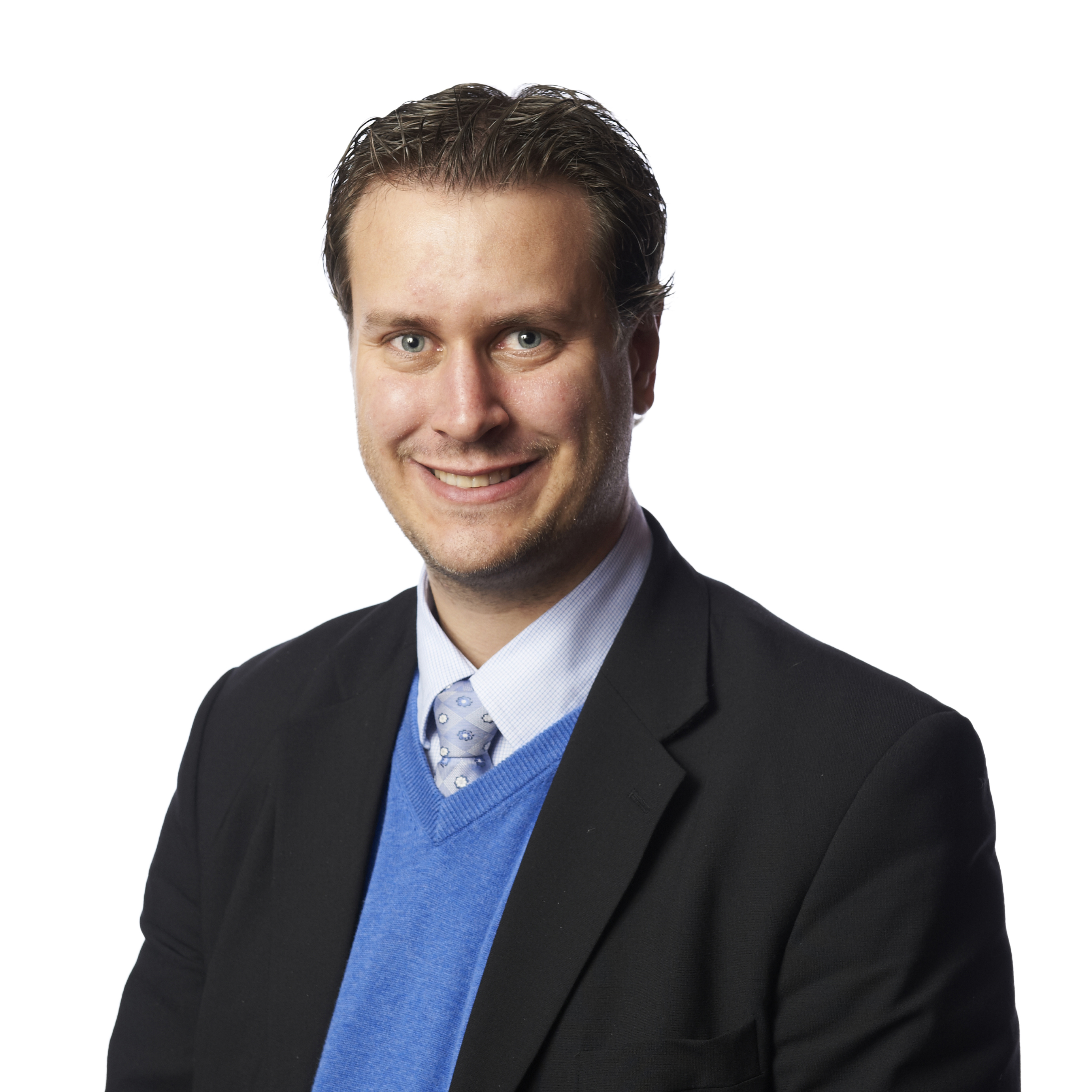
Helge André Njåstad, 2011

Helge André Njåstad (* 5. Juni 1980 in Bergen) ist ein norwegischer Politiker der rechten Fremskrittspartiet (FrP). Seit 2013 ist er Abgeordneter im Storting.

## Leben
Im Jahr 1999 schloss Njåstad das Handelsgymnasium in Bergen ab. Anschließend arbeitete er bis 2003 im Vertrieb beim Verlag Austevoll Forlag. In den Jahren 1999 bis 2013 war er Mitglied im Kommunalparlament von Austevoll, ab 2003 diente er dabei als Bürgermeister der Gemeinde. Mit zunächst 23 Jahren war er der zu diesem Zeitpunkt jüngste Bürgermeister Norwegens. Zudem war Njåstad zwischen 2003 und 2013 Abgeordneter im Fylkesting der damaligen Provinz Hordaland.
Njåstad zog bei der Parlamentswahl 2013 erstmals in das norwegische Nationalparlament Storting ein. Dort vertritt er den Wahlkreis Hordaland und er wurde Mitglied im Kommunal- und Verwaltungsausschuss, wo er zum Vorsitzenden gewählt wurde. Nach der Wahl 2017 wechselte er in den Finanzausschuss, in dem er als zweiter stellvertretender Vorsitzender fungierte. Im Januar 2019 ging er während der laufenden Legislaturperiode in den Arbeits- und Sozialausschuss über, im Januar 2020 wurde er schließlich erneut Mitglied im Kommunal- und Verwaltungsausschuss. Njåstad war in der Zeit von Oktober 2017 bis Januar 2019 außerdem stellvertretender Fraktionsvorsitzender der FrP-Fraktion im Storting.
Im Januar 2019 zog sich Helge André Njåstad von allen innerparteilichen Positionen zurück. Er gab als Ursache private Gründe an. Zuvor stand er allerdings in der Kritik, weil er vertrauliche Informationen über einen MeToo-Fall in der Partei veröffentlicht hatte. Zudem wurde bekannt, dass er mehrfach kürzere Termine so legte, dass er die Reisekosten erstattet bekäme, sich in diesem Zusammenhang aber mit Freunden und seiner Familie traf. Njåstad übernahm im Januar 2021 die Position als stellvertretender Vorsitzender des Kommunal- und Verwaltungsausschusses. Im Anschluss an die Stortingswahl 2021 erhielt er diesen Posten erneut. Im März 2024 wechselte er in den Justizausschuss, in dem er den Vorsitz übernahm.